# Estação Cidade Dutra
A Estação Cidade Dutra foi uma estação ferroviária no município de São Paulo. Atualmente encontra-se desativada e sem trilhos, mas não foi demolida e preserva suas características construtivas até os dias atuais.
Ela fez parte do ramal de Jurubatuba da Estrada de Ferro Sorocabana.

## História
A estação foi inaugurada em 1957, juntamente à extensão sul do ramal de Jurubatuba, a qual fez com que ele chegasse à Estação Evangelista de Souza. A via que a atendia, singela, era eletrificada. A edificação é de madeira, com seu armazém conjugado à plataforma de embarque.
Operou até o final dos anos 1970, quando ocorreu a remodelação dos subúrbios pela FEPASA, e até então era a estação mais próxima ao Autódromo de Interlagos. A partir daí, foi desativada e serviu como moradia; também teve seus trilhos removidos, sendo realocados para alguns metros de distância do prédio. Apesar da reconstrução do trecho Jurubatuba-Varginha pela CPTM a partir de 2007, esta estação em particular permaneceu de pé, e atualmente fica próxima à Estação Autódromo, da Linha 9-Esmeralda, sendo visível de sua plataforma.
Manteve-se em boas condições até 2003, quando seu morador mudou-se. Desde então, a antiga estação foi alvo de pichação e depredações.
Foi tombada pelo CONPRESP em 2016. Com a concessão da linha em 2021, será restaurada pela ViaMobilidade, responsável pela linha.